# エカテリーナ・ウラノワ
- エカチェリーナ・ウラーノワ

エカテリーナ・ウラノワ（ロシア語: Екатерина Вадимовна Уланова, ラテン文字転写: Ekaterina Vadimovna Ulanova、女性、1986年8月5日 - ）は、ロシアのバレーボール選手。ポジションはリベロ。ロシア代表。旧姓：エカテリーナ・カベショワ。

## 来歴
2003年、U-18欧州選手権でベストリベロ賞を受賞した。ジュニアクラブのOlympia Shujaを経て、2004年にディナモ・モスクワに入団。2005年にロシア代表に初選出される。同年9月のヨーロッパ選手権で銅メダルを獲得した。2008年、北京五輪に出場した。
2010年、強豪クラブであるディナモ・カザンに移籍した。同年10-11月の世界選手権では金メダルを獲得した。2012年、ロンドン五輪ではレシーバーとして出場した。2014年5月に開催された世界クラブ選手権で優勝を果たし、自身もベストリベロ賞を受賞した。

## 球歴
- オリンピック - 2008年（5位）、2012年（5位）
- 世界選手権 - 2010年（優勝）
- ワールドグランプリ - 2009年（2位）

## 受賞歴
- 2003年 U-18ヨーロッパ選手権　ベストリベロ賞
- 2014年 世界クラブ選手権 ベストリベロ賞

## 所属クラブ
- ディナモ・モスクワ（2004-2006年）
- CSKA Moscou（2006-2007年）
- Leningradka（2007-2009年）
- ディナモ・クラスノダール（2009-2010年）
- ディナモ・カザン（2010-）